# Patrik Dóža
Patrik Dóža (* 6. října 1993) je bývalý český florbalový útočník, kapitán reprezentace a mistr Česka a Švýcarska. V nejvyšších florbalových soutěžích Česka, Švédska a Švýcarska hrál v letech 2010 až 2023.

## Klubová kariéra
Dóža s florbalem začínal v klubu Tatran Střešovice. V ročníku 2010/2011, ve kterém Tatran získal mistrovský titul, poprvé nastoupil v Extralize do několika zápasů. Na začátku další sezóny přestoupil na hostování do klubu TJ JM Chodov, za který již od ročníku 2012/2013 v nejvyšší mužské soutěži nastupoval pravidelně a získal s Chodovem pohárový titul a následně první klubový vicemistrovský titul. Dóža v superfinále vstřelil gól.
Ročník 2013/2014 odehrál za Pixbo ve Švédské Superlize. V lednu 2015 v průběhu další sezóny se vrátil na Chodov. S týmem v následujícím ročníku 2015/2016 získal první klubový mistrovský titul. Dóža byl nejproduktivnějším hráčem základní části i play-off a mimo jiné ve finálovém zápase vstřelil gól a asistoval na rozhodující. Tím se stal jedním z prvních hráčů, kteří získali superligový titul za dva týmy. V další sezóně 2016/2017 titul s Chodovem obhájili. Dóža ve finále opět vstřelil gól a na další asistoval a na hřišti strávil rekordních 39 minut. Mimo to, jako znovu nejproduktivnější hráč základní části, překonal se 74 body pět let starý rekord Matěje Jendrišáka. Rekord vydržel do roku 2019, kdy ho pokořil v již rozšířené soutěži Jiří Curney.
Ještě před koncem druhé mistrovské sezóny oznámil přestup do švýcarské ligy do klubu Floorball Köniz. Hned v první sezóně 2017/2018 pomohl Könizu k zisku prvního klubového titulu, mimo jiné dvěma asistencemi v superfinále. V další sezóně byl nejproduktivnějším hráčem týmu (a osmým celkově).
V roce 2019 přestoupil v rámci soutěže do klubu HC Rychenberg Winterthur. Po dvou sezónách začal hrát za UHC Uster, kde již v té době působil jeho bývalý spoluhráč z Chodova Martin Pražan. Za Uster hrál také dva roky, než před začátkem sezóny 2023/2024 ukončil pro problémy s koleny vrcholovou kariéru.

## Reprezentační kariéra
V juniorské kategorii Dóža reprezentoval na Mistrovství světa v roce 2011.
Do mužské florbalové reprezentace byl poprvé nominován v roce 2013. V dubnu 2014 na Euro Floorball Tour s českým týmem poprvé v historii zvítězili nad Švédskem a získali první zlato v turnaji. Na svém prvním Mistrovství světa ve stejném roce získal s národním týmem bronz, ke kterému přispěl mimo jiné vyrovnávacím gólem v zápase o třetí místo. Celkem Dóža hrál na třech mistrovstvích mezi lety 2014 a 2018 a na Světových hrách v roce 2017. Po té co Matěj Jendrišák odmítl hrát pod trenérem Petri Kettunenem, ho Dóža nahradil jako kapitán národního týmu. Vedl Čechy na kvalifikaci na Mistrovství světa v roce 2020. Samotného mistrovství odloženého na rok 2021 se ale pro zranění nezúčastil a do reprezentace se již nevrátil.
| Umístění | Soutěž                                       |
| -------- | -------------------------------------------- |
| 4.       | Mistrovství světa ve florbale do 19 let 2011 |
|          | Mistrovství světa ve florbale 2014           |
| 4.       | Mistrovství světa ve florbale 2016           |
| 4.       | Florbal na Světových hrách 2017              |
| 4.       | Mistrovství světa ve florbale 2018           |